# Zenitalna liczba godzinna
Zenitalna liczba godzinna (ang. zenithal hourly rate, ZHR) – liczba meteorów, jaką może zaobserwować na bezchmurnym niebie pojedynczy obserwator podczas jednej godziny przy widoczności granicznej LM = 6,5 mag i radiancie roju meteorów w zenicie.
{\displaystyle ZHR={{\frac {r^{6,5-LM}\cdot N}{\sin \alpha }}\cdot F},}
gdzie
ZHR – zenitalna liczba godzinna
r – współczynnik masowy
LM – widoczność graniczna
N – liczba zaobserwowanych meteorów na godzinę
F – współczynnik zachmurzenia
α – wysokość radiantu
Krótkoterminowy wskaźnik obfitości – EZHR (ang. equivalent zenithal hourly rate) – parametr obfitości roju używany jako odpowiednik ZHR w przypadkach, gdy aktywność pozostaje na wysokim poziomie przez czas krótszy od jednej godziny.